# Parodia (planta)
Parodia es un género de cactus con 50 especies. Incluye desde especies pequeñas a otras de más de 1 metro de altura, pero en general presentan de 15 a 30 cm.

## Distribución
Los miembros de este género proceden de una amplia zona que se extiende desde la mitad meridional de América del Sur (Colombia, Argentina, Bolivia, Brasil, Paraguay y Uruguay) hasta el Este de los Andes, hasta 3 600 m s. n. m.

## Taxonomía
El género fue descrito por Carlos Luis Spegazzini y publicado en Anales de la Sociedad Científica Argentina 96: 70, en 1923.
Parodia: nombre genérico que fue asignado en honor a Lorenzo Raimundo Parodi (1895–1966), botánico argentino.

## Sinonimia
Los siguientes géneros se consideran sinónimos de Parodia:
- Acanthocephala Backeb.
- Brasilicactus Backeb.
- Brasiliparodia F.Ritter
- Brasilocactus Fric (nom. inval.)
- Chrysocactus Y.Itô (nom. inval.)
- Dactylanthocactus Y.Itô
- Eriocactus Backeb.
- Eriocephala Backeb.
- Friesia Fric (nom. inval.)
- Hickenia Britton & Rose
- Jauhisoparodia Gabriel Blackhat
- Malacocarpus Salm-Dyck
- Microspermia Fric
- Neohickenia Fric
- Notocactus (K.Schum.) Fric
- Sericocactus Y.Itô
- Wigginsia D.M.Porter

Nota: la inclusión de Notocactus (el género tipo de la tribu) dentro de Parodia fue una decisión de la Organización Internacional para el Estudio de las Plantas Suculentas ("International Organization for Succulent Plant Studies") a fines de la década de 1980. Esa inclusión aún es controvertida.

## Enlaces externos

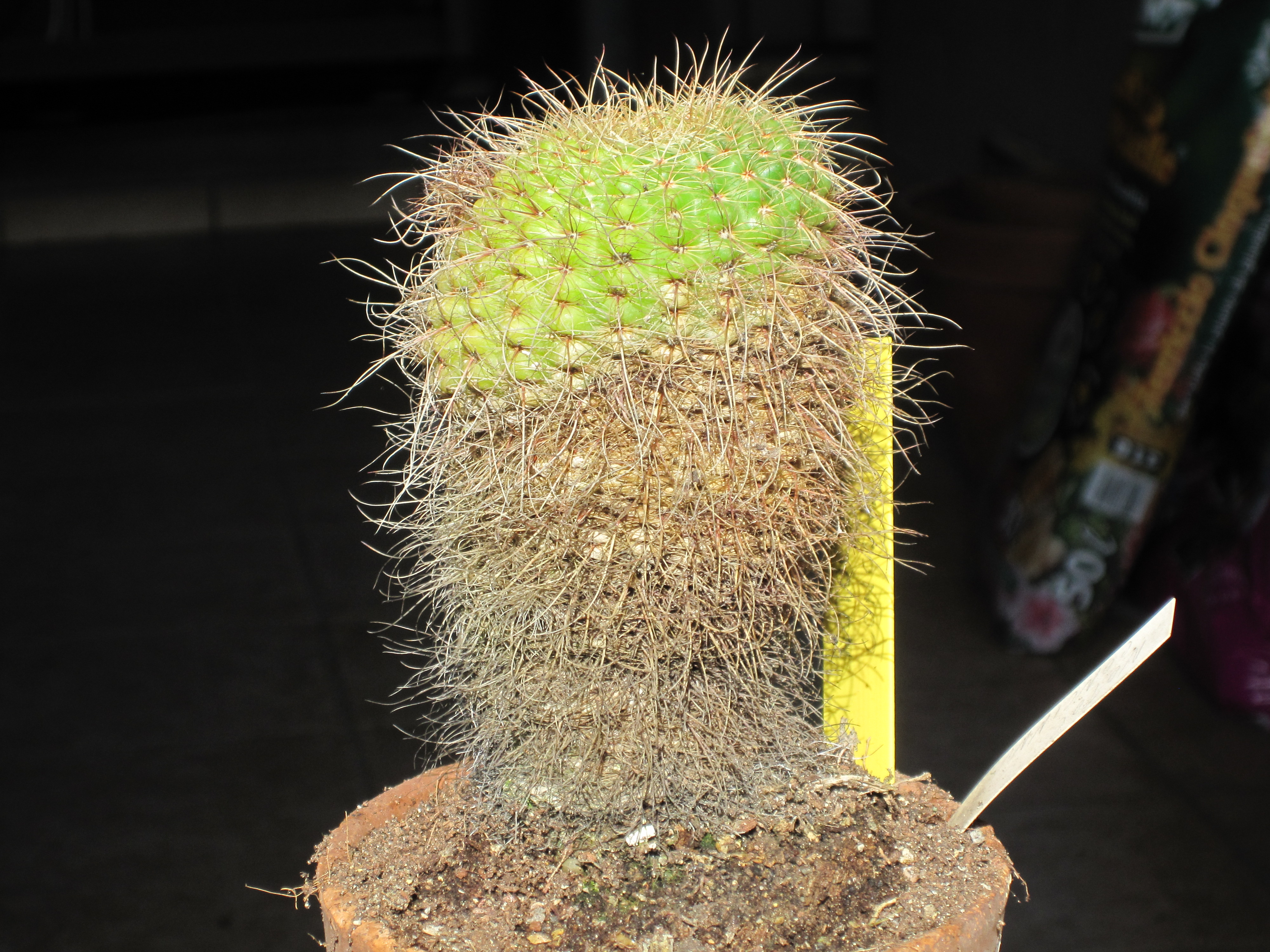
Parodia concinna
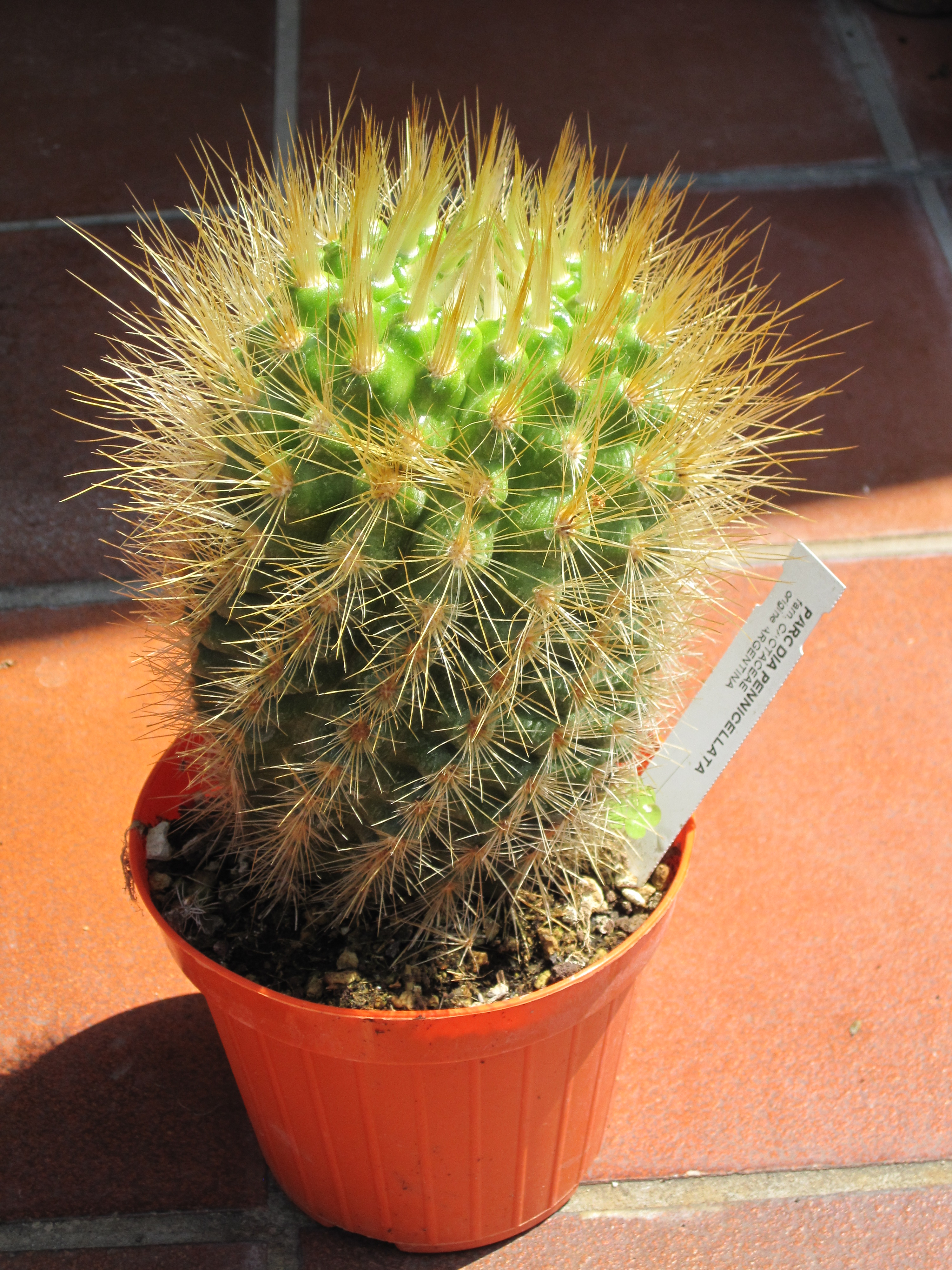
Parodia penicillata
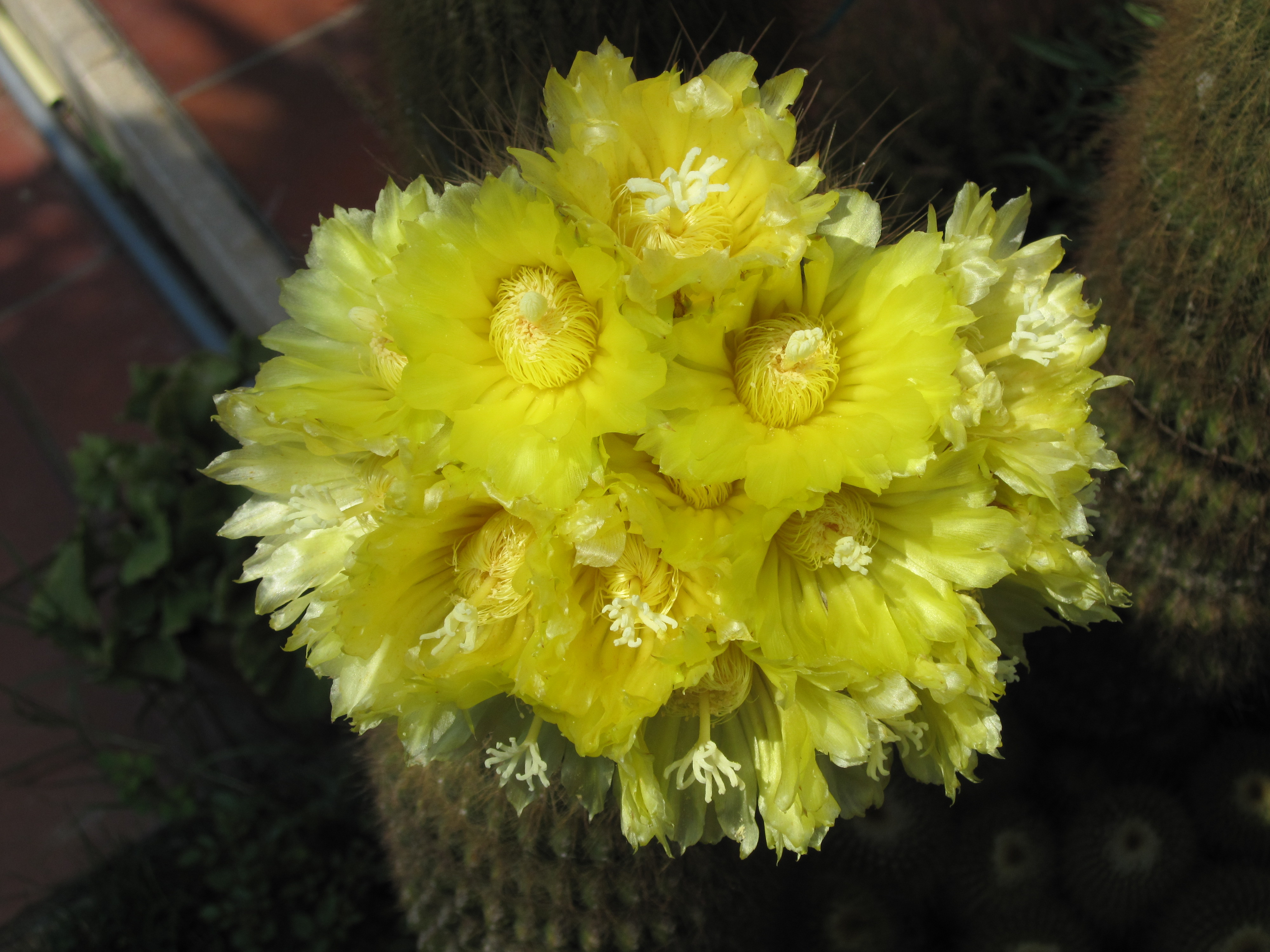
Parodia leninghausii
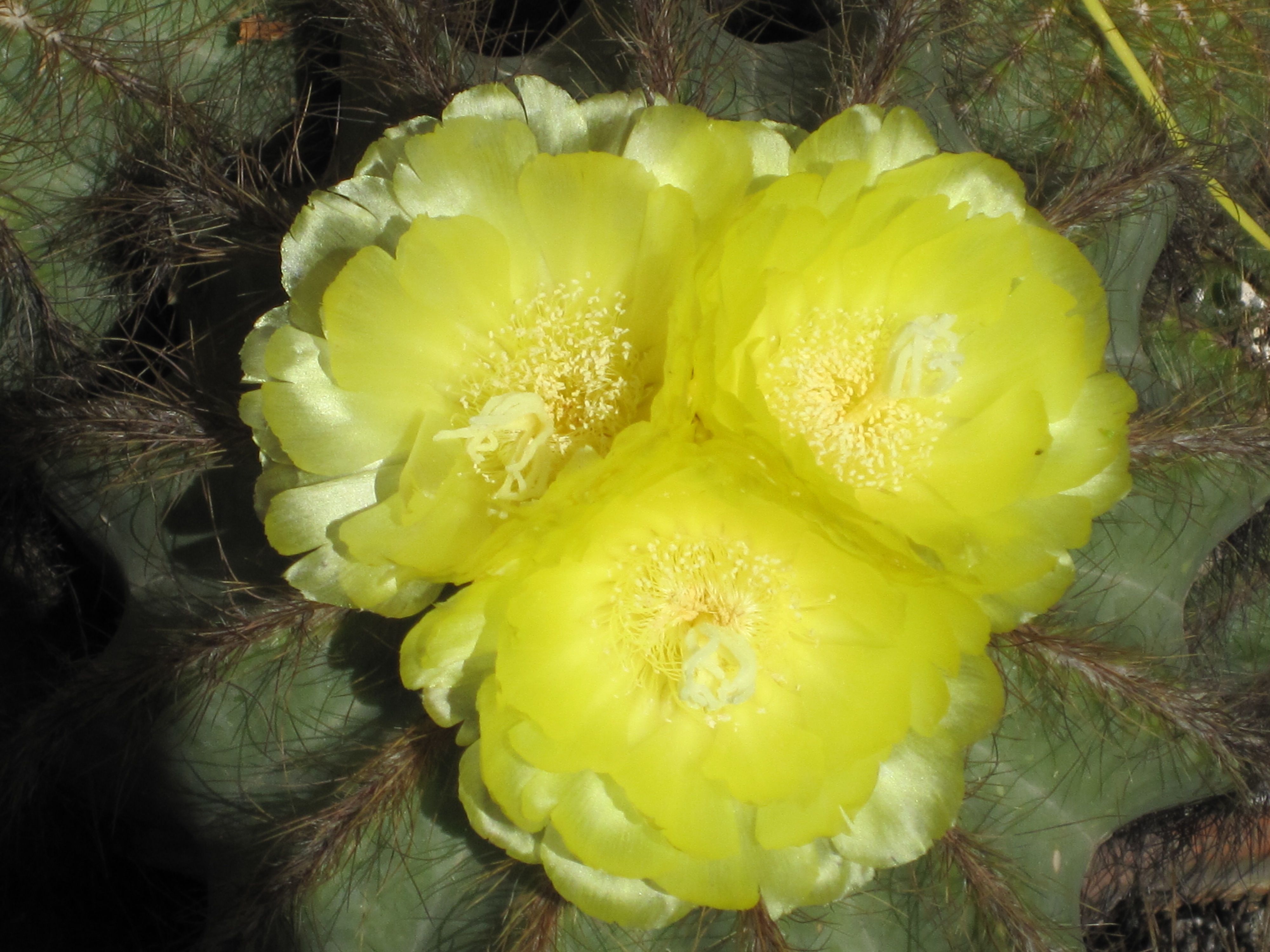
Parodia magnifica
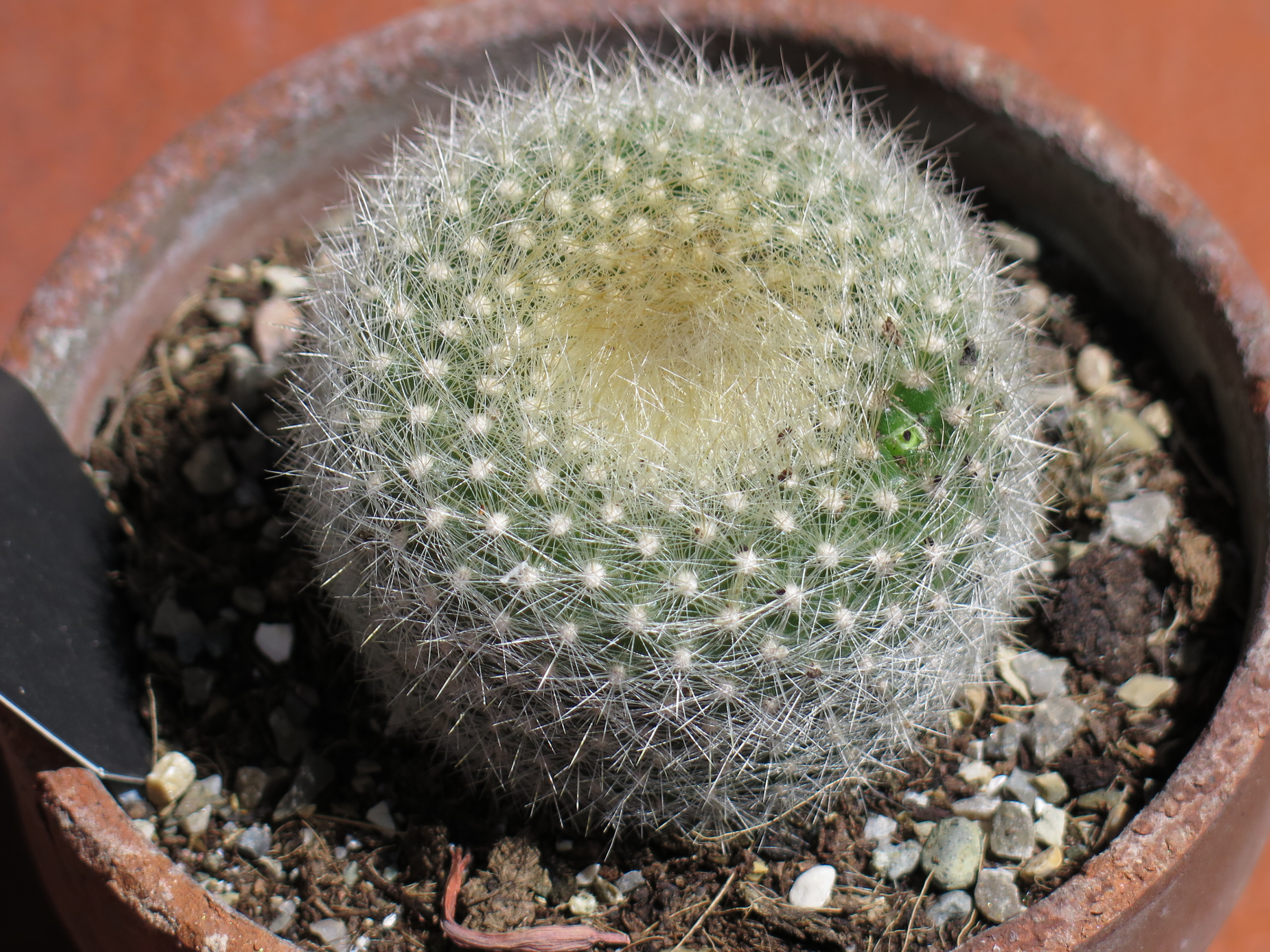
Parodia haselbergii
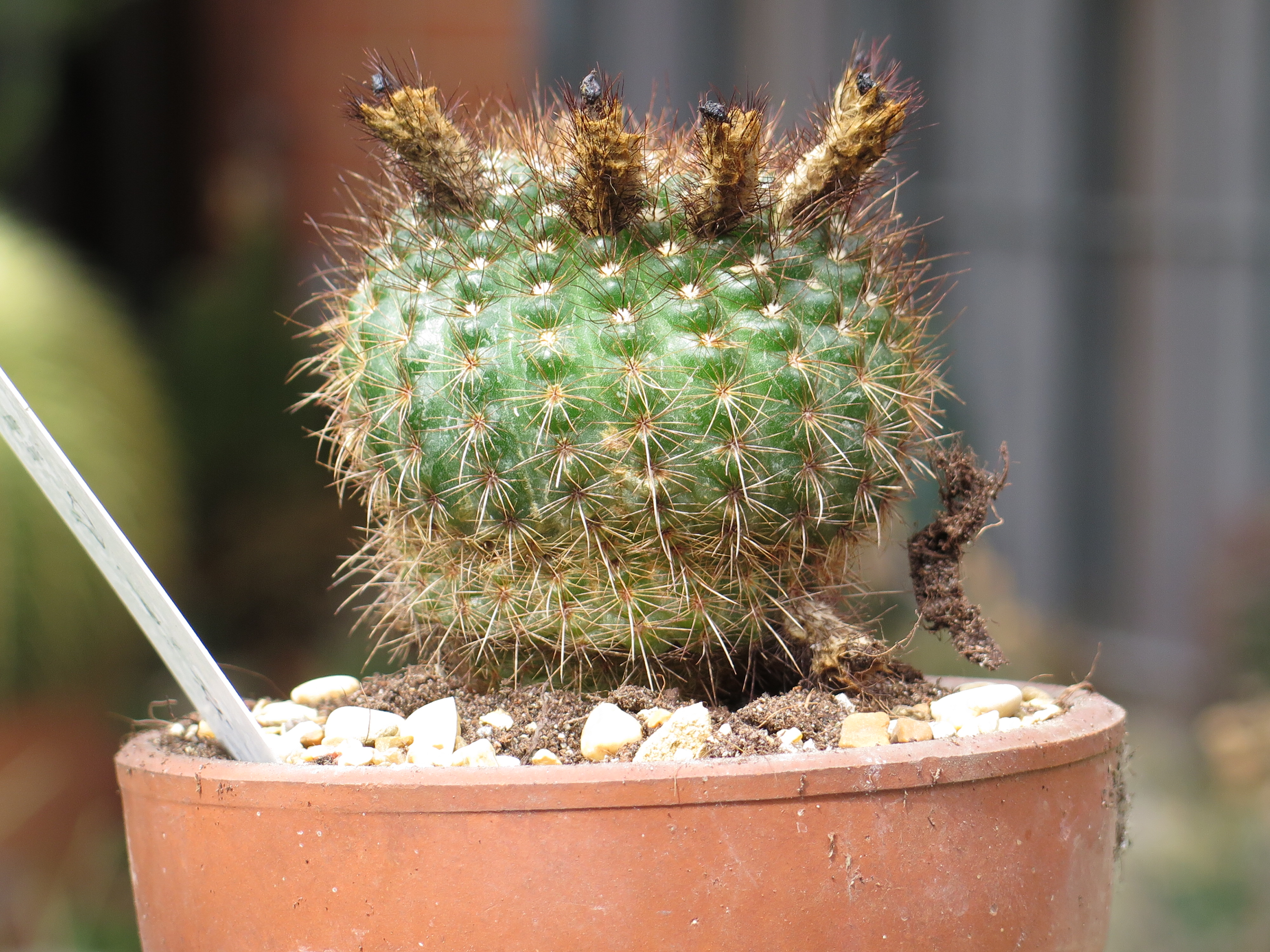
Parodia erubescens
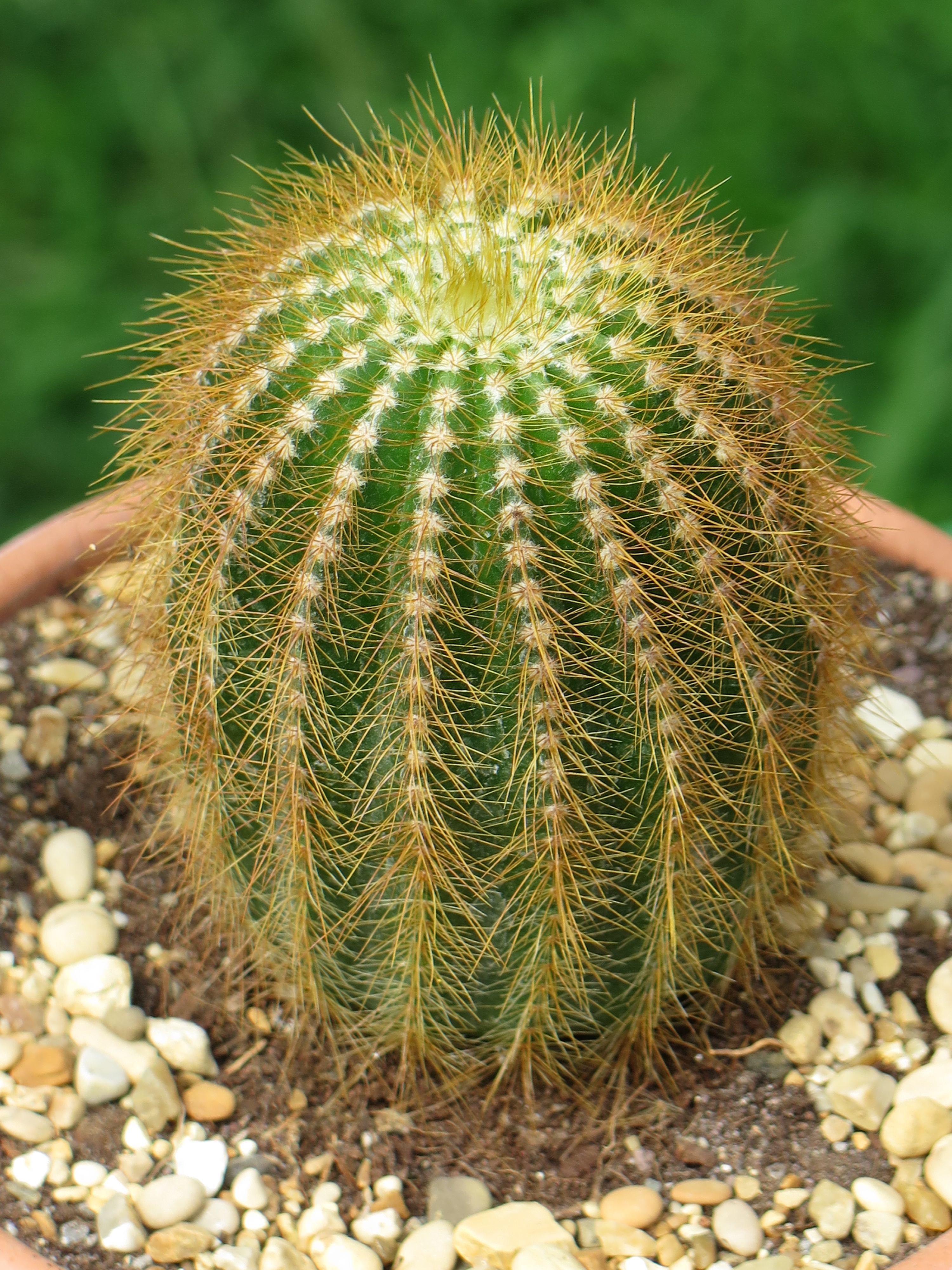
Parodia warasii
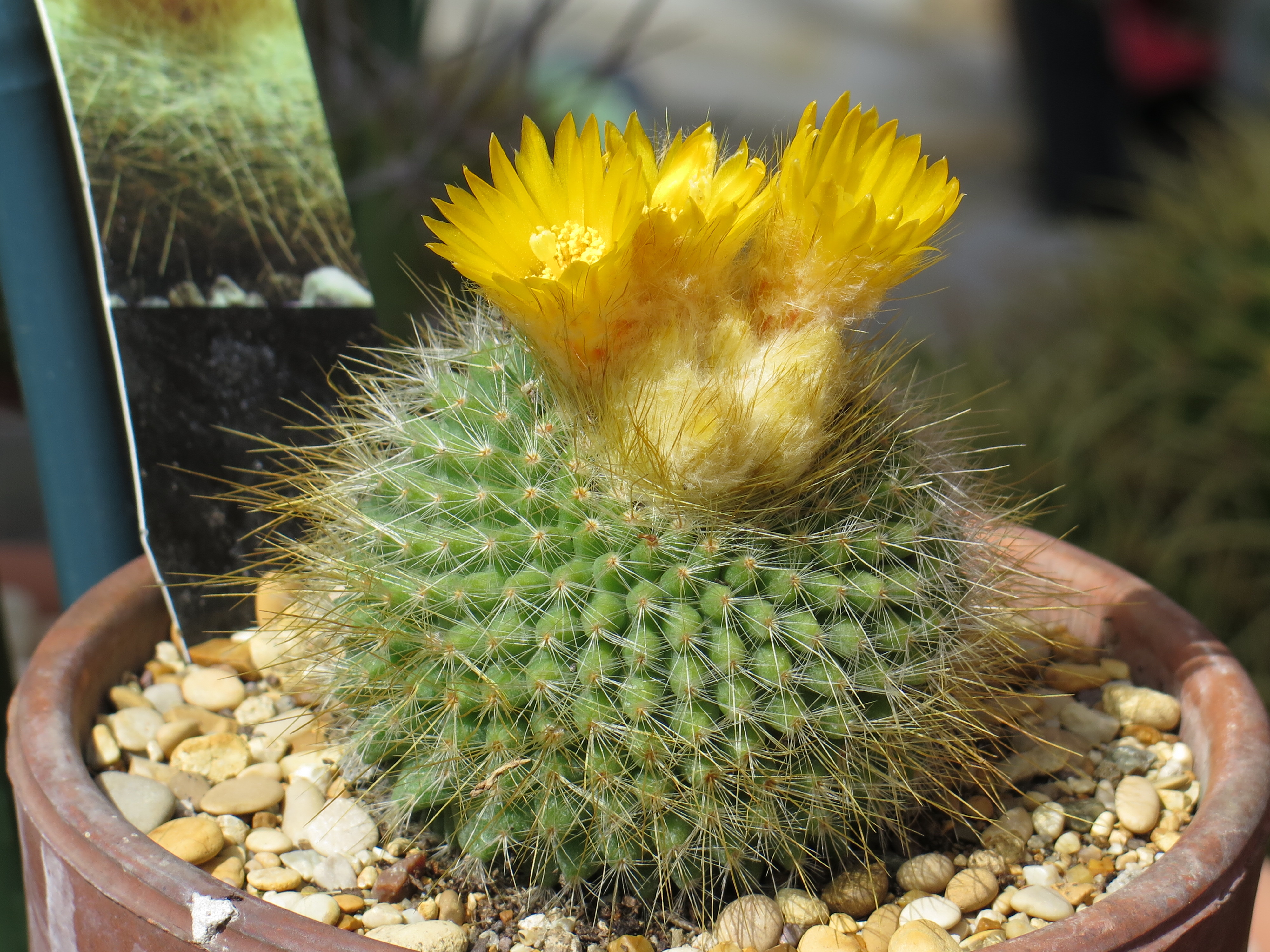
Parodia chrysacanthion